# Roller Boogie
Roller Boogie é um filme musical estadunidense de 1979, do gênero romance e dirigido por Mark L. Lester.
O filme foi produzido por Bruce Cohn Curtis e escrito por Barry Schneider, para a United Artists.

## Sinopse
Uma jovem com um futuro brilhante na música lírica se apaixona por um boêmio patinador artístico. Ela briga com seus pais, que querem ver a filha casada e estudando em Harvard. Enquanto isso, o casal luta, junto de seus amigos, para manter aberto um rinque de patinação.

## Elenco
- Linda Blair
- Mark Goddard